# ゲームパッド

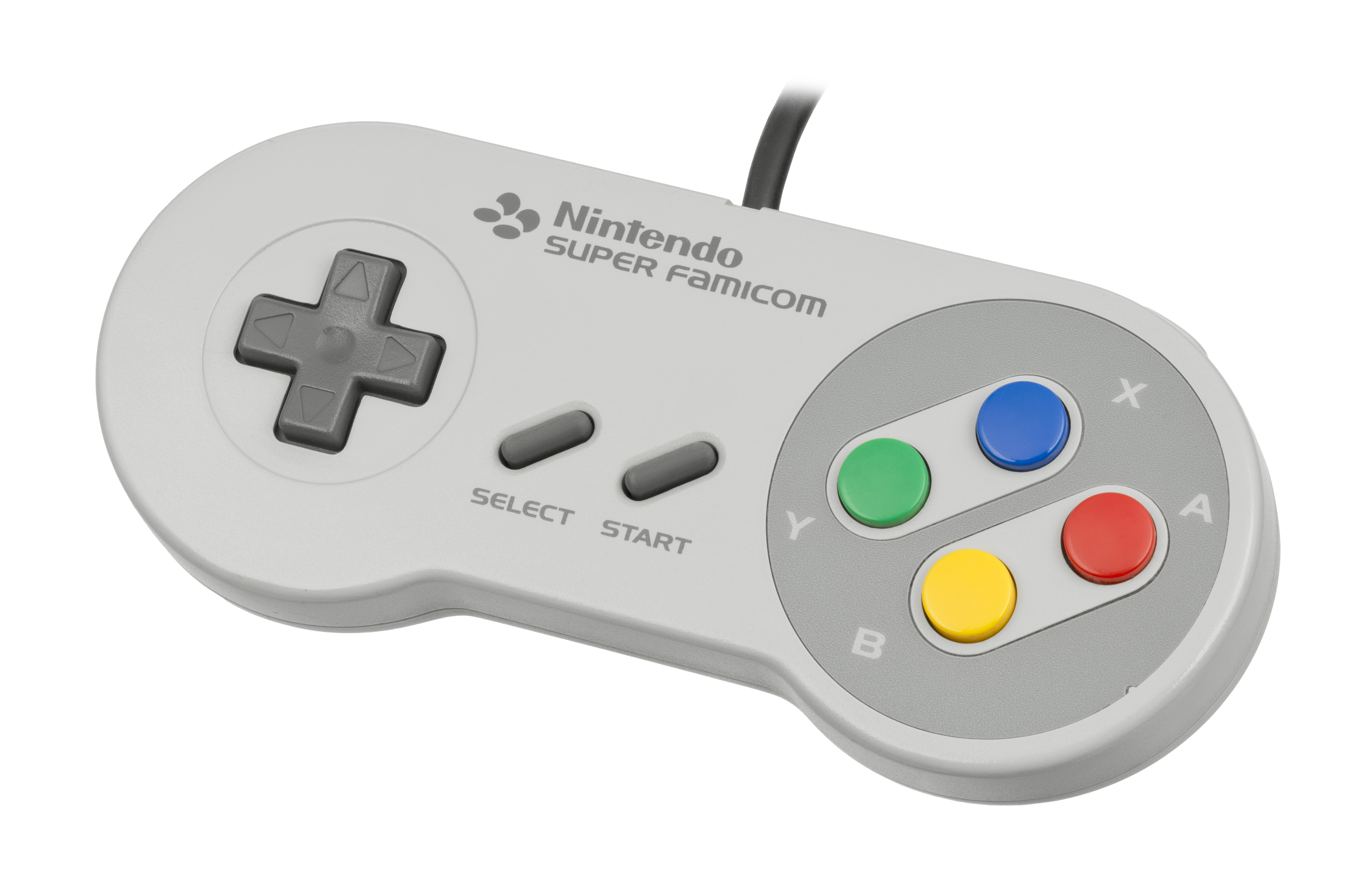
日本版スーパーファミコンのコントローラ

ゲームパッド（英: gamepad）は、いくつかのボタンを備え、両手の間に持って主に親指で操作するゲームコントローラの一種。ジョイパッド、コントロールパッド、パッドともいう。

## 概要
1983年から1984年にかけて、旧来の機種に多かった縦長形状のコントローラのパッドをジョイスティックに置き換えたタイプのゲーム機がいくつか発売されている。セガのSG-1000もそのひとつだった。しかし同じ頃、任天堂のファミリーコンピュータが両手持ちの横長パッドを採用し、ライバルのセガもSG-1000IIでそれに続いたことで、家庭用ゲーム機の分野では両手持ちの横長パッドが標準となった。

## 操作の標準化

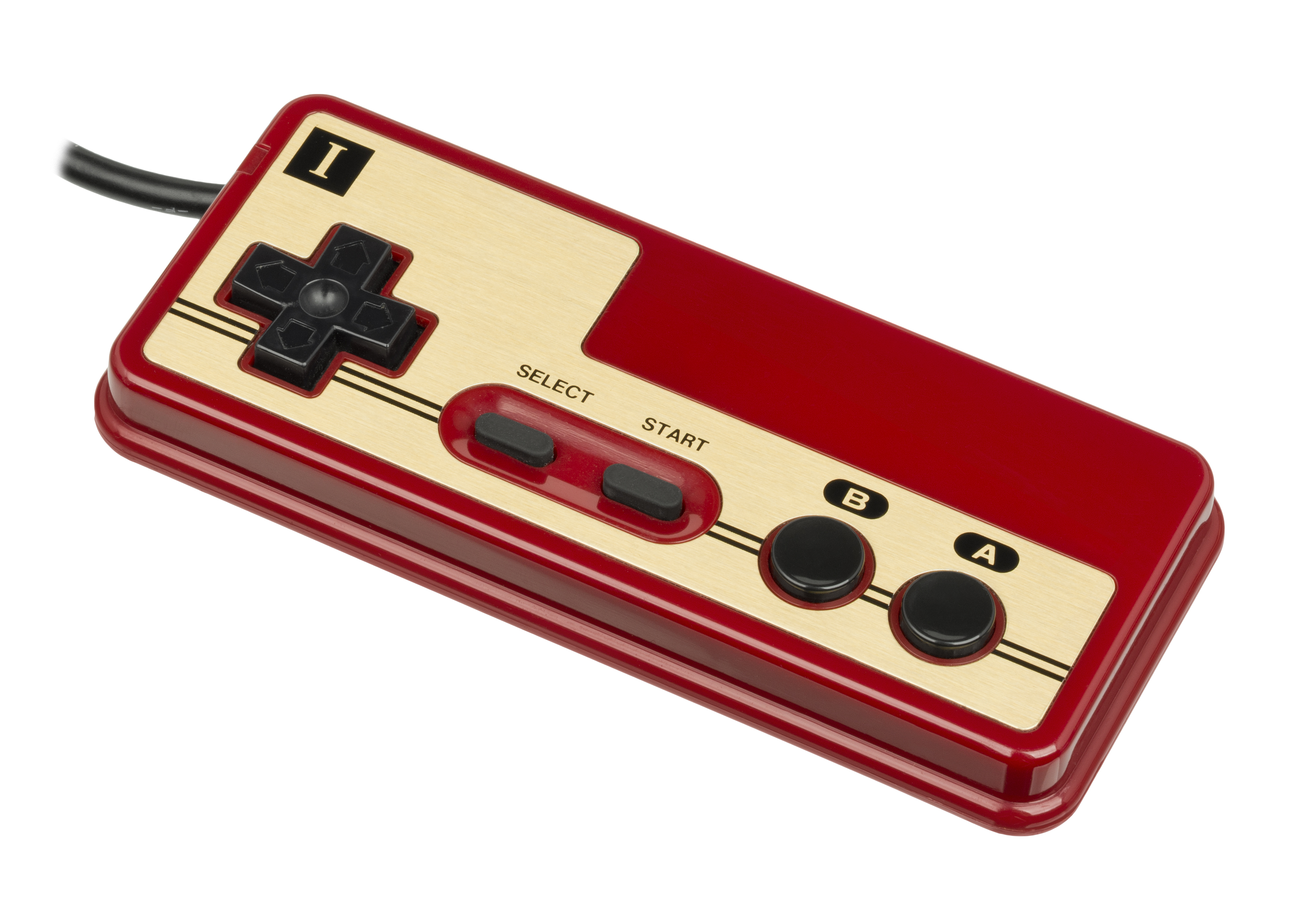
日本版ファミコンのゲームパッド（コントローラーI）

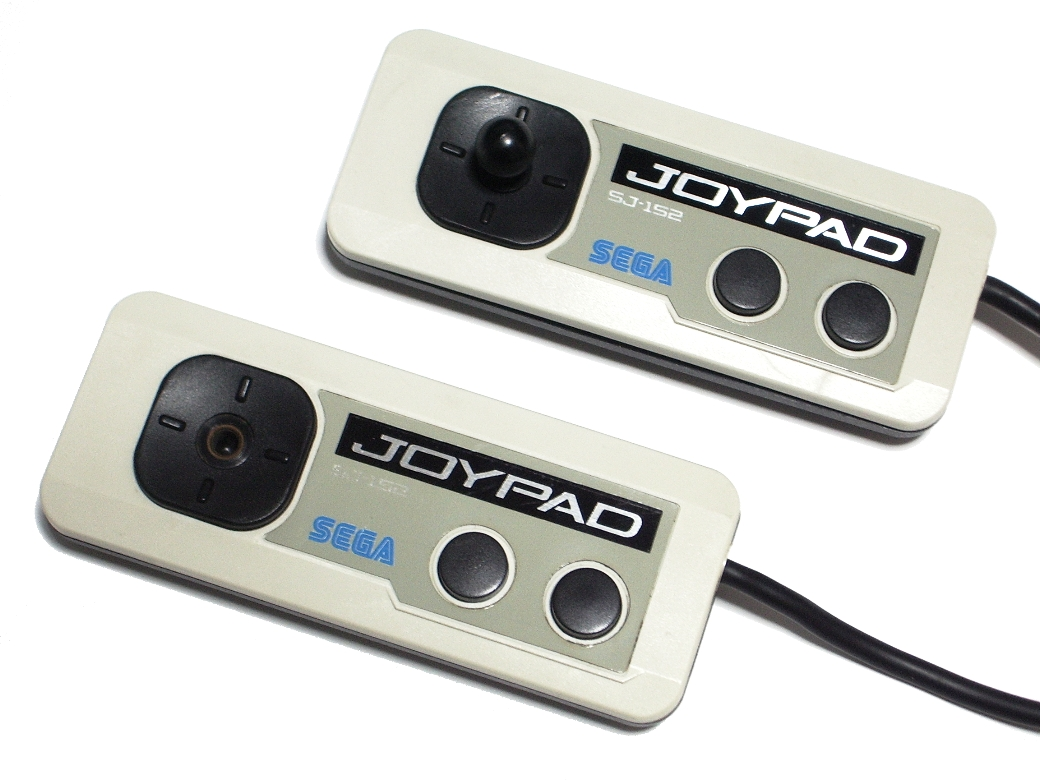
SG-1000II、オセロマルチビジョン(FG-2000)、セガ・マークIIIのゲームパッド（ジョイパッド）

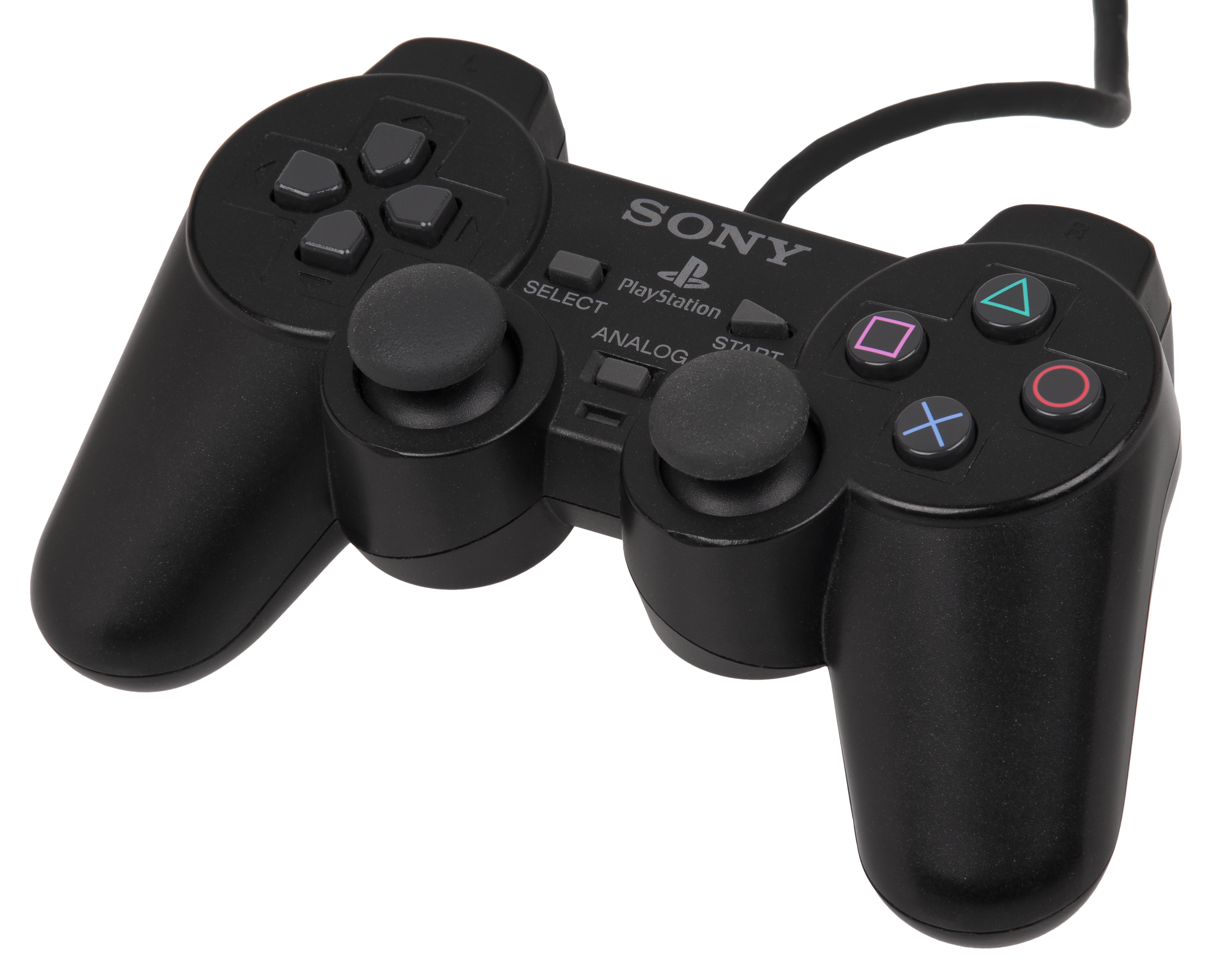
PlayStation 2のゲームパッド（DUALSHOCK 2）

コントローラを採用したゲーム機で有名なものが、1983年に発売された任天堂のファミリーコンピュータ（ファミコン）である。
左側に「十」の形（十字）をした十字キー、右側に丸型（初期は四角形）のAボタンとBボタン、そして中央に小さいSTARTボタン（スタートボタン）、SELECTボタン（セレクトボタン）が備えられている。
この「十字キー＋トリガーボタン」という基本構造はもともと任天堂の一部の電子ゲームで採用されていた形状であり、当時の家庭用ゲーム機としては独自形状だった。当時の雑誌評価の例では「任天堂の電子ゲームと同じタイプだから、すぐになれるはずだ」と言葉を濁している。しかし始まってみれば、メーカーを問わず以後の多くのゲーム機に継承され、事実上の標準となっている。
アクションゲームなどでは、十字ボタンは主にキャラクターの移動、A・Bボタンはキャラクターが攻撃したりジャンプしたりするときなどに用いる。アドベンチャーゲーム、ロールプレイングゲームなどでは、十字ボタンをキャラクター移動とカーソル移動、Aボタンをコマンドの決定、Bボタンをキャンセルボタンとして用いることが一般的である。スタートボタンやセレクトボタンはA・Bボタンより押す頻度は低く、ゲームの開始や中断などのシステム操作を中心に用いる。
当時のコントローラは薄い直方体の平面的な構造であり、人間工学的に充分に検討された物ではなかったために指への負担が大きく、まだ成長期にある子供が熱中しすぎて腱鞘炎を患うことも少なくはなく、故に問題視されるなどの現象も見られた。このため、後に人間工学的に指に優しいコントローラも発売されるようになっていった。

### 十字キー
主に左側の正面にあり、左手親指で操作する。一般的なゲームパッドの形状を世界に広めたファミコンの影響で、プレイヤーを動かすといったカーソルボタンには「十字キー」（後に任天堂は名称を「十字ボタン」で統一している）という名称が広く使用されている。「十字キー」の内部構造について任天堂は実用新案権を取得したが、1994年に権利が消滅している。PlayStationシリーズ（ソニー・インタラクティブエンタテインメント←ソニー・コンピュータエンタテインメント）では「方向キー」と呼称されている。

### 右正面ボタン群
主に右手親指で操作する。ファミコンではA・Bの2ボタンであったが、スーパーファミコンでX・Yボタンを追加した菱形に並ぶ4ボタンとなった。以降、メガドライブ（初期）と3DOの3ボタン・メガドライブ（後期）とセガサターンの6ボタン・ニンテンドー ゲームキューブの変形4ボタンといった過渡期の様々な配置を経て、PlayStationシリーズ・ドリームキャスト・Xboxシリーズ・スーパーファミコン及びWii・ニンテンドーDS以降の任天堂のゲーム機といった多くの機種で菱形並び4ボタンが標準的に用いられている。名称はA・B・X・Yが一般的であるが配置は任天堂とXboxシリーズ・ドリームキャストで異なり、またPlayStationシリーズは△・○・×・□である。
日本ではファミコンに倣い、右のボタン（スーパーファミコンでのAボタン、PlayStationでの○ボタン）が決定、下のボタン（Bや×）がキャンセルに設定されることが多いが、アメリカではこれらが逆になっているのが一般的である。このため、ローカライズ（翻訳）の際にボタン設定が逆転したり、□ボタンをキャンセルに割り当てたりなどの工夫が見られることがある。Xboxなどでは、日本でも下側のボタンが決定ボタンとして使用されている。PlayStation 5では日本でも×ボタンを決定ボタンとすることが推奨されるようになった。

### スタート・セレクトボタン
ファミコンではコントローラ1のみに、正面の中央に2つ並んでいる。以降のゲーム機でも、中央付近など通常のボタンからは離れた場所に1つや2つのボタンを配置するのが標準的である。ファミコンの初期には名前通りゲームのモードの選択（セレクト）およびゲームの開始（スタート）にこの2ボタンが専用で用いられたが、後にそれらの操作は十字キーやAボタンでも可能となり名前の意義を失った。コントローラを通常の握り方をしているとどの指でも容易には押せないため、ゲームプレイ中頻繁に操作する必要がなく誤って操作した場合の害が大きい、一時停止（ポーズ）やメニュー表示等によく用いられる。

### L・Rボタン
スーパーファミコンにてコントローラ上部の左右にL・Rボタンが追加された。また、初代PlayStationにて左右それぞれ2つずつのL1・L2・R1・R2が配置され、Xbox・Wii(クラシックコントローラ)など各社追随した。主に左右の手の人差し指・中指で操作する。名称はL・Rを基本とするのは各社同一だが、各2ボタンの命名は任天堂のL・ZL・R・ZR、PlayStationシリーズのL1・L2・R1・R2、XboxシリーズのLB・LT・RB・RTと様々である。

### アナログ入力
アナログスティックはNINTENDO 64が「3D（サンディ）スティック」の名で家庭用ゲーム機として初の標準コントローラへの搭載を大々的に宣伝した。PlayStationは当初標準コントローラにアナログスティックを持たなかったが、アナログコントローラおよびDUALSHOCKで左右2つのアナログスティックを搭載。以降、左右2つのアナログスティックは標準的なものとなる。左スティックと十字キー、右スティックとボタン群の位置関係は機種により様々である。DUALSHOCKのアナログスティックは押し込み入力を持ち、他社もXbox以降・Wii U以降で追随した。左スティックをプレイヤーキャラクタの移動、右スティックをカメラ操作に用いることが多い他、左右のスティックを合わせて使いプレイヤーキャラクタに複雑な移動操作を行うものもある。
方向入力以外のアナログ入力は、XboxシリーズのLT・RTボタンに一貫して実装されている他、ゲームキューブ・ドリームキャストのL・Rボタン、PlayStation 2の各種ボタンなどに例があるものの、次世代機で削除されることも多く、一般的とは言い難い。

## 家庭用ゲーム機のコントローラの流用
パソコンゲームで遊ぶ際に、家庭用ゲーム機用のコントローラを流用する事で、家庭用機並みの操作性を持たせている。キーボードやマウスでは操作しづらいゲーム（アクションゲーム、レースゲームなど）だけでなく、快適性を求めて、全てのゲームで利用を希望する人もいる。
Xbox 360用のコントローラはUSB接続なので、マイクロソフトからデバイスドライバをダウンロードしてインストールするだけでWindowsで使用できる。
コンバータを介せば、PlayStationシリーズのゲームパッドをパソコンゲーム用のゲームパッドとして使用することも可能である。以前はPlayStation用のコンバータのみだったが、スーパーファミコンやメガドライブなどのコントローラ用の物も通信販売を中心に発売されている。
セガサターンのゲームパッドは、操作性への評価が特に高く、利用者から「サターンパッド」の愛称で呼ばれているが、PCにこのコントローラを繋ぐソケットを増設する拡張インターフェースカードとして、アイ・オー・データ機器から「IF-SEGA」シリーズが発売されていた。
長年に渡る高評価と要望に応え、セガは2004年にセガサターン用コントローラのUSB接続ゲームパッドを限定発売したことがある。

## 入出力
全てのゲームパッドが以下の入出力を備えている訳ではない。
- 4方向または8方向のボタン（十字キー）
- 押しボタン
- アナログスティック
- ハットスイッチ
- ポイントオブビュー（「POV」と略されることが多々ある。）
- スロットルコントロール
- フォースフィードバック（振動技術）